# Cathédrale orthodoxe du Saint-Esprit de Kherson
Cette  cathédrale n’est pas la seule cathédrale du Saint-Esprit.
La cathédrale du Saint-Esprit est la cathédrale de Kherson, en Ukraine.

## Histoire
En 1810, l'architecte provincial Ivan Vasyliovych Yaroslavsky propose un plan pour construire une église place Privosnaya le projet aboutissait en 1836. Construite sur un plan carré avec un portique à quatre colonnes et un dôme central. En 1910 y fut adjoint un réfectoire et elle obtint le statut de cathédrale en 1960. Son clocher est indépendant sur la droite de l'image.